# Leptodactylus apepyta
Leptodactylus apepyta — вид земноводних родини свистунових (Leptodactylidae). Описаний у 2019 році.

## Етимологія
Видова назва L. apepyta походить зі словосполучення мовою гуарані, що означає «червона спина».

## Поширення
Ендемік регіону Гран-Чако на північному заході Аргентини.

## Опис
Жаба завдовжки 46-66 мм. Дорсальна (верхня) частина тіла червона, вентральна — бежева з чорними смужками в дорсолатеральних складках.